# Kisumu (distrikt)
Kisumu är ett av Kenyas 71 administrativa distrikt, och ligger i provinsen Nyanza. År 1999 hade distriktet 504 359 invånare. Huvudorten är Kisumu.